# Tevfik Bulut
Tevfik Cihan Bulut (* 3. August 1970 in Izmir) ist ein ehemaliger türkischer Fußballspieler und derzeitiger -trainer.

## Sportlicher Werdegang
Bulut entstammt der Jugend von Buldan Belediyespor, wo er seine ersten Schritte im Erwachsenenbereich machte. 1991 wechselte er zu Marmaris Belediye Gençlikspor, von wo er 1993 zu Bucaspor verliehen wurde. 1994 wechselte er innerhalb der zweiten Liga zu Muğlaspor, mit dem Klub stieg er am Ende der Spielzeit 1994/95 ab. Nach dem direkten Wiederaufstieg kehrte er 1996 zum Zweitligisten Bucaspor zurück, für den er eine Saison spielte. Anschließend stand er beim Ligakonkurrenten Karşıyaka SK unter Vertrag, den er 1999 in Richtung Şanlıurfaspor verließ. Im Pokalwettbewerb 1999/2000 schied er mit dem Klub zwar in der zweiten Hauptrunde gegen Siirtspor aus, mit den bis dato erzielten drei Treffern im Wettbewerb wurde er gleichauf mit acht weiteren Spielern jedoch dessen Torschützenkönig. 2000 kehrte Bulut zu Bucaspor zurück, konnte sich aber nicht mehr als Stammspieler durchsetzen. Während der Klub in die Drittklassigkeit abstieg war er 2001 an Çorluspor verliehen. Jedoch kam er auch nach seiner Rückkehr nicht mehr in der dritten Spielklasse für Bucaspor zum Zug, da er zu Marmaris Belediye Gençlikspor verliehen wurde. 2002 beendete er daraufhin seine aktive Laufbahn.
Bulut wechselte ins Traineramt, bei Marmaris Belediye Gençlikspor war er zunächst Jugendtrainer und später Trainerassistent und Nachwuchskoordinator. Im September 2011 übernahm er den Cheftrainerposten beim Drittligisten Altınordu Izmir, musste aber bereits im Januar 2012 wieder gehen. Später war er für Muğlaspor tätig, wo er zunächst als Interimstrainer im November 2017 bei zwei Spielen in der TFF 3. Lig an der Seitenlinie stand, ehe er Ramazan Silin und İskender Eroğlu assistierte. Später trainierte er im Amateurbereich für Kemalpaşaspor sowie Yataganspor, ehe er im Sommer 2002 erneut zu Muğlaspor zurückkehrte und bis Jahresende für die Mannschaft zuständig war. Danach war er bis zum Sommer 2023 Cheftrainer bei Sökespor, seither trainiert er Görükle İpekspor.